# Aguri Suzuki
Aguri Suzuki (鈴木 亜久里, Suzuki Aguri), (8. září 1960, Tokio) je bývalý japonský automobilový závodník. Zúčastnil se 88 grand prix Formule 1 a v Grand Prix Japonska 1990 obsadil třetí místo. Po ukončení aktivní kariéry vlastnil svůj závodní tým, se kterým jezdil v japonské sérii Formule Nippon a poté ve spolupráci s mexickým závodníkem Adrianem Fernandezem provozoval tým v IRL. Založil Super Aguri F1 team, který v letech 2006-2008 působil ve formuli 1.
Ve formuli 1 získal jedno pódiové umístění a celkových 8 bodů. Ve své době byl druhým nejúspěšnějším japonským pilotem ve F1 hned za Satoru Nakadžimou, ovšem později je oba předčil Takuma Sato.

## Kariéra

### Začátky
V roce 1972 začal závodit na motokárách. Roku 1978 získal titul mistra Japonska v motokárách. O rok později debutoval v japonské Formuli 3.V závodech motokár pokračoval do roku 1981, kdy se opět stal japonským šampionem. Roku 1983 skončil na druhém místě v japonské F3. Poté přešel do cestovních vozů. S továrním týmem Nissan vyhrál v roce 1986 titul mistra Japonska. Ve stejném roce debutoval v japonské F2 a poprvé se zúčastnil závodu 24 hodin Le Mans. Roku 1987 pilotoval japonskou Formuli 3000 a v prvním roce vyhrál závod v Suzuce. O rok později zde získal titul díky třem výhrám.Roku 1988 se účastnil závodů evropské F3000 s týmem Footwork.

### Formule 1
30. října 1988 debutoval ve formuli 1, kde u týmu Larrousse nahradil nemocného Yannicka Dalmase při domácí grand prix.
Následující sezonu strávil v týmu Zakspeed, který jej angažoval především proto, aby mohl používat motory Yamaha. Sužuji v této sezoně vytvořil rekord v počtu vypadnutí již v předkvalifikaci, když se nedokázal kvalifikovat ani do hlavní kvalifikace jediné velké ceny. V té době o účast v závodě usilovalo 39 vozů, ovšem na start jich mohlo vjet pouze 26, v předkvalifikaci v pátek ráno bylo vyřazeno 9 monopostů.
Pro sezony 1990 a 1991 se vrátil do týmu Larrousse, pro který vyjel tři šestá místa a dosáhl zde svého největšího úspěchu, když v domácí grand prix získal třetí místo, což znamenalo první pódiové umístění pro asijského pilota v historii.
V letech 1992 a 1993 závodil v týmu Footwork po boku Michele Alboreta a poté Dereka Warwicka, kteří jej většinou předčili.
Roku 1994 absolvoval jeden závod za Jordan Grand Prix jako náhradník za Eddieho Irvinea. V sezoně 1995 pilotoval monopost stáje Ligier s Martinem Brundlem. Získal jediný bod. V Grand Prix Japonska 1995 se jeho kariéra ve formuli 1 uzavřela, když zde těžce havaroval.

### Po F1
Po odchodu z královské třídy závodil v cestovních vozech.

## Vlastní tým
V roce 2000 založil ARTA (Autobacs Racing Team Aguri), který získal titul v GT300 v roce 2002, mohl se účastnil DTM, ovšem po spojení s Adrianem Fernandezem dal přednost americké IRL.
Od sezony 2006 závodil Suzikyho tým Super Aguri F1 ve formuli 1 za podpory Hondy. 6. května 2008 musel tým ukončit činnost kvůli finančním problémům.

## Kompletní výsledky ve Formuli 1
| Legenda k tabulce | Legenda k tabulce                                                                       |
| Barva             | Výsledek                                                                                |
| ----------------- | --------------------------------------------------------------------------------------- |
| Zlatá             | Vítěz                                                                                   |
| Stříbrná          | 2. místo                                                                                |
| Bronzová          | 3. místo                                                                                |
| Zelená            | Bodované umístění                                                                       |
| Modrá             | Nebodované umístění                                                                     |
| Modrá             | Dokončil neklasifikován (NC)                                                            |
| Fialová           | Odstoupil (Ret)                                                                         |
| Červená           | Nekvalifikoval se (DNQ)                                                                 |
| Červená           | Nepředkvalifikoval se (DNPQ)                                                            |
| Černá             | Diskvalifikován (DSQ)                                                                   |
| Bílá              | Nestartoval (DNS)                                                                       |
| Bílá              | Závod zrušen (C)                                                                        |
| Světle modrá      | Pouze trénoval (PO)                                                                     |
| Světle modrá      | Páteční testovací jezdec (TD)                                                           |
| Bez barvy         | Netrénoval (DNP)                                                                        |
| Bez barvy         | Vyřazen (EX)                                                                            |
| Bez barvy         | Nepřijel (DNA)                                                                          |
| Bez barvy         | Odvolal účast (WD)                                                                      |
| Bez barvy         | Nezúčastnil se (prázdné)                                                                |
| Označení          | Význam                                                                                  |
| Tučnost           | Pole position                                                                           |
| Kurzíva           | Nejrychlejší kolo                                                                       |
| †                 | Jezdec nedojel do cíle, ale byl klasifikován, protože odjel více než 90 % délky závodu. |
| ‡                 | Byl udělován poloviční počet bodů, protože bylo odjeto méně než 75 % délky závodu.      |
| Horní index       | Umístění bodujících jezdců ve sprintu                                                   |

| Rok  | Tým                    | Šasi               | Motor           | 1        | 2        | 3        | 4        | 5        | 6        | 7        | 8        | 9        | 10       | 11       | 12       | 13       | 14       | 15       | 16       | 17  | Umístění  | Body |
| ---- | ---------------------- | ------------------ | --------------- | -------- | -------- | -------- | -------- | -------- | -------- | -------- | -------- | -------- | -------- | -------- | -------- | -------- | -------- | -------- | -------- | --- | --------- | ---- |
| 1988 | Larrousse Calmels      | Lola LC88          | Cosworth V8     | BRA      | SMR      | MON      | MEX      | CAN      | USA      | FRA      | GBR      | GER      | HUN      | BEL      | ITA      | POR      | ESP      | JPN 16   | AUS      |     | -         | 0    |
| 1989 | West Zakspeed Racing   | Zakspeed 891       | Yamaha V8       | BRA DNPQ | SMR DNPQ | MON DNPQ | MEX DNPQ | USA DNPQ | CAN DNPQ | FRA DNPQ | GBR DNPQ | GER DNPQ | HUN DNPQ | BEL DNPQ | ITA DNPQ | POR DNPQ | ESP DNPQ | JPN DNPQ | AUS DNPQ |     | -         | 0    |
| 1990 | Espo Larrousse F1      | Lola LC89          | Lamborghini V12 | USA Ret  | BRA Ret  |          |          |          |          |          |          |          |          |          |          |          |          |          |          |     | 12. místo | 6    |
| 1990 | Espo Larrousse F1      | Lola 90            | Lamborghini V12 |          |          | SMR Ret  | MON Ret  | CAN 12   | MEX Ret  | FRA 7    | GBR 6    | GER Ret  | HUN Ret  | BEL Ret  | ITA Ret  | POR 14   | ESP 6    | JPN 3    | AUS Ret  |     | 12. místo | 6    |
| 1991 | Larrousse F1           | Larrousse Lola L91 | Cosworth V8     | USA 6    | BRA DNS  | SMR Ret  | MON Ret  | CAN Ret  | MEX Ret  | FRA Ret  | GBR Ret  | GER Ret  | HUN Ret  | BEL DNQ  | ITA DNQ  | POR Ret  | ESP DNQ  | JPN Ret  | AUS DNQ  |     | 22. místo | 1    |
| 1992 | Footwork Mugen Honda   | Footwork FA13      | Mugen Honda V10 | RSA 8    | MEX DNQ  | BRA Ret  | ESP 7    | SMR 10   | MON 11   | CAN DNQ  | FRA Ret  | GBR 12   | GER Ret  | HUN Ret  | BEL 9    | ITA Ret  | POR 10   | JPN 8    | AUS 8    |     | -         | 0    |
| 1993 | Footwork Mugen Honda   | Footwork FA13B     | Mugen Honda V10 | RSA Ret  | BRA Ret  |          |          |          |          |          |          |          |          |          |          |          |          |          |          |     | -         | 0    |
| 1993 | Footwork Mugen Honda   | Footwork FA14      | Mugen Honda V10 |          |          | EUR Ret  | SMR 9    | ESP 10   | MON Ret  | CAN 13   | FRA 12   | GBR Ret  | GER Ret  | HUN Ret  | BEL Ret  | ITA Ret  | POR Ret  | JPN Ret  | AUS 7    |     | -         | 0    |
| 1994 | Sasol Jordan           | Jordan 194         | Hart V10        | BRA      | PAC Ret  | SMR      | MON      | ESP      | CAN      | FRA      | GBR      | GER      | HUN      | BEL      | ITA      | POR      | EUR      | JPN      | AUS      |     | -         | 0    |
| 1995 | Ligier Gitanes Blondes | Ligier JS41        | Mugen Honda V10 | BRA 8    | ARG Ret  | SMR 11   | ESP      | MON      | CAN      | FRA      | GBR      | GER 6    | HUN      | BEL      | ITA      | POR      | EUR      | PAC Ret  | JPN DNS  | AUS | 17. místo | 1    |